# Tournoi britannique de rugby à XV 1889
Navigation
Tournoi 1888 Tournoi 1890
Tout comme le précédent, le tournoi britannique de rugby à XV 1889 (joué du 2 février au 2 mars) n'est pas complet à cause du boycott de l'Angleterre par les trois autres nations.

## Classement
Classement non officiel (la moitié des rencontres n'ayant pas eu lieu) du tournoi britannique de 1889 :
| Nations        | J | V | N | D | PM | PE | Δ  | Pts |
| -------------- | - | - | - | - | -- | -- | -- | --- |
| Écosse (T)     | 2 | 2 | 0 | 0 | 1  | 0  | +1 | 4   |
| Irlande        | 2 | 1 | 0 | 1 | 0  | 1  | -1 | 2   |
| Pays de Galles | 2 | 0 | 0 | 2 | 0  | 0  | 0  | 0   |
| Angleterre     | 0 | 0 | 0 | 0 | 0  | 0  | 0  | 0   |

Légende
- J matches joués, V victoires, N matches nuls, D défaites
- PM points marqués, PE points encaissés, Δ différence de points PP - PC
- Pts points de classement (barème : victoire 2 points, match nul 1 point, défaite 0 point)
- T Tenante du titre (depuis 1887).

## Résultats
En cas d'égalité, les équipes sont départagées par le nombre d'essais marqués, puis si l'égalité persiste, par le nombre de buts réussis et s’il y a toujours égalité, le match est déclaré nul.
- Rappel : e essai, 0 point ; t transformation, 1 point ; d drop-goal, 1 point.

| Samedi 2 février 1889 0Raeburn Place, Édimbourg | Écosse         | (2e) 0 - 0 (0e) | Pays de Galles |
| samedi 16 février 1889 0Ormeau Road, Belfast    | Irlande        | (0e) 0 - 1 (1d) | Écosse         |
| Samedi 2 mars 1889 0St Helen's, Swansea         | Pays de Galles | (0e) 0 - 0 (2e) | Irlande        |

## Matches

### Écosse - pays de Galles
| 2 février 1889 | Écosse Capitaine : D Morton | 0 - 0 | Pays de Galles Capitaine : F Hill | Raeburn Place, Édimbourg Arbitre : A MacAlister |
| 2 février 1889 | Essai(s) : 2 C Orr, H Ker   |       |                                   | Raeburn Place, Édimbourg Arbitre : A MacAlister |
| 2 février 1889 |                             |       |                                   | Raeburn Place, Édimbourg Arbitre : A MacAlister |

### Irlande - Écosse
| 16 février 1889 | Irlande Capitaine : R Warren | 0 - 1                 | Écosse Capitaine : D Morton | Ormeau Road, Belfast Arbitre : W Phillips |
| 16 février 1889 |                              | Drop(s) : H Stevenson |                             | Ormeau Road, Belfast Arbitre : W Phillips |
| 16 février 1889 |                              |                       |                             | Ormeau Road, Belfast Arbitre : W Phillips |

### Pays de Galles - Irlande
| 2 mars 1889 | Pays de Galles Capitaine : A Gould | 0 - 0                              | Irlande Capitaine : R Warren | St Helen's, Swansea Arbitre : A Don-Wauchope |
| 2 mars 1889 |                                    | Essai(s) : 2 A McDonnell, J Cotton |                              | St Helen's, Swansea Arbitre : A Don-Wauchope |
| 2 mars 1889 |                                    |                                    |                              | St Helen's, Swansea Arbitre : A Don-Wauchope |